# 里约姆
里约姆（法語：Rieumes，法語發音：[ʁjœm]）是法国上加龙省的一个市镇，属于米雷区。

## 地理
里约姆（43°24'45"N, 1°7'4"E）面积30.9 平方千米，位于法国奧克西塔尼大區上加龙省，该省份为法国西南部内陆省份，西南端与西班牙接壤，自此顺时针与上比利牛斯省、热尔省、塔恩-加龙省、塔恩省、奥德省和阿列日省接壤。
与里约姆接壤的市镇（或旧市镇、城区）包括：博福尔、贝拉、福尔格、拉阿日、洛蒂尼亚克、蒙格拉斯、普拉尼奥勒、普沙拉梅、圣富瓦-德佩罗利耶尔、萨韦尔。

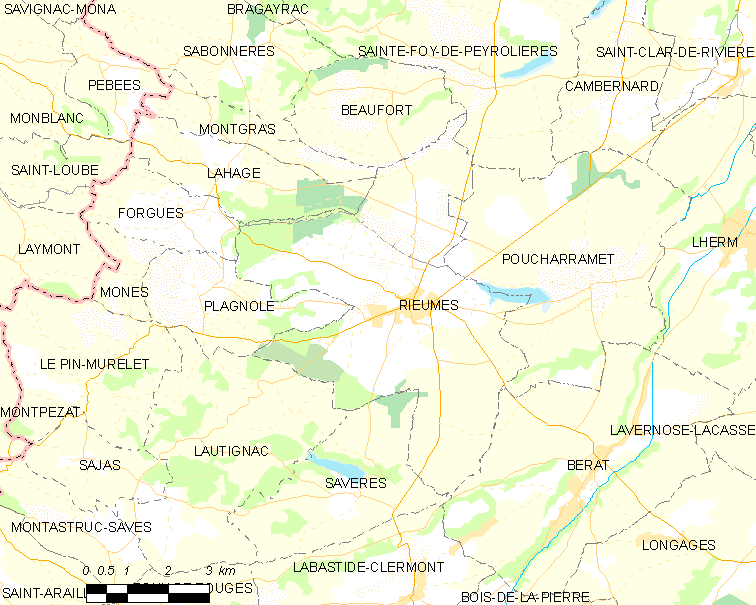
里约姆的OSM定位图

里约姆的时区为UTC+01:00、UTC+02:00（夏令时）。

## 行政
里约姆的邮政编码为31370，INSEE市镇编码为31454。

## 政治
里约姆所属的省级选区为卡泽尔县。

## 人口

1962-2008年间里约姆人口变化图示

里约姆于2022年1月1日时的人口数量为3564人。